# Chikusei
Chikusei (筑西市 -shi) é uma cidade japonesa localizada na província de Ibaraki.
Em 1 de Março de 2005 a cidade tinha uma população estimada em 113 819 habitantes e uma densidade populacional de 554 h/km². Tem uma área total de 205,35 km².
Recebeu o estatuto de cidade a 28 de Março de 2005.